# Masafumi Hara
Masafumi Hara (Japó, 21 de desembre de 1943), és un exfutbolista japonès.

## Selecció japonesa
Masafumi Hara va disputar 5 partits amb la selecció japonesa.